# Liste des monuments nationaux du Chocó
Cet article liste les monuments nationaux du Chocó, en Colombie. Au 16 juin 2015, huit monuments nationaux étaient recensés dans ce département.

## Patrimoine matériel
| Code national | Monument                               | Municipalité(s) | Adresse                             | Coordonnées                        | Date | Illustration               |
| ------------- | -------------------------------------- | --------------- | ----------------------------------- | ---------------------------------- | ---- | -------------------------- |
|               | Théâtre Primero de Mayo                | Medio San Juan  |                                     | à géolocaliser                     | 2012 | Image manquante Téléverser |
|               | Ancien hôpital Saint-François-d'Assise | Quibdó          | Barrio Tomás Pérez                  | à géolocaliser                     | 1998 | Image manquante Téléverser |
|               | Prison Anayanci                        | Quibdó          | Calle Almeida Reyes Carreras 8 et 9 | à géolocaliser                     | 1998 | Image manquante Téléverser |
|               | Collège Carrasquilla                   | Quibdó          | Carrera 8 Calles 27 et 28           | à géolocaliser                     | 1998 | Image manquante Téléverser |
|               | Édifice du palais épiscopal            | Quibdó          | Carrera 1 Calles 26 et 27           | à géolocaliser                     | 1998 | Image manquante Téléverser |
|               | École modèle                           | Quibdó          | Carrera 2 Calles 24 et 25           | à géolocaliser                     | 1998 | Image manquante Téléverser |
|               | Église San José                        | Tadó            | Calle 1 Carreras 18 à 20            | à géolocaliser                     | 1998 | Église San José            |
|               | Santa María la Antigua del Darién      | Unguía          | Corregimiento El Santuario          | 8° 12′ 59″ nord, 77° 01′ 58″ ouest | 2015 | Image manquante Téléverser |